# Baeacris pseudopunctulatus
Baeacris pseudopunctulatus är en insektsart som först beskrevs av Ronderos 1964.  Baeacris pseudopunctulatus ingår i släktet Baeacris och familjen gräshoppor. Inga underarter finns listade i Catalogue of Life.